# 黃色真蘚
黃色真蘚（学名：Bryum pallescens）为真蘚科真蘚屬下的一个种。

## 扩展阅读
- 維基物種上的相關：黃色真蘚